# Museum Rietberg

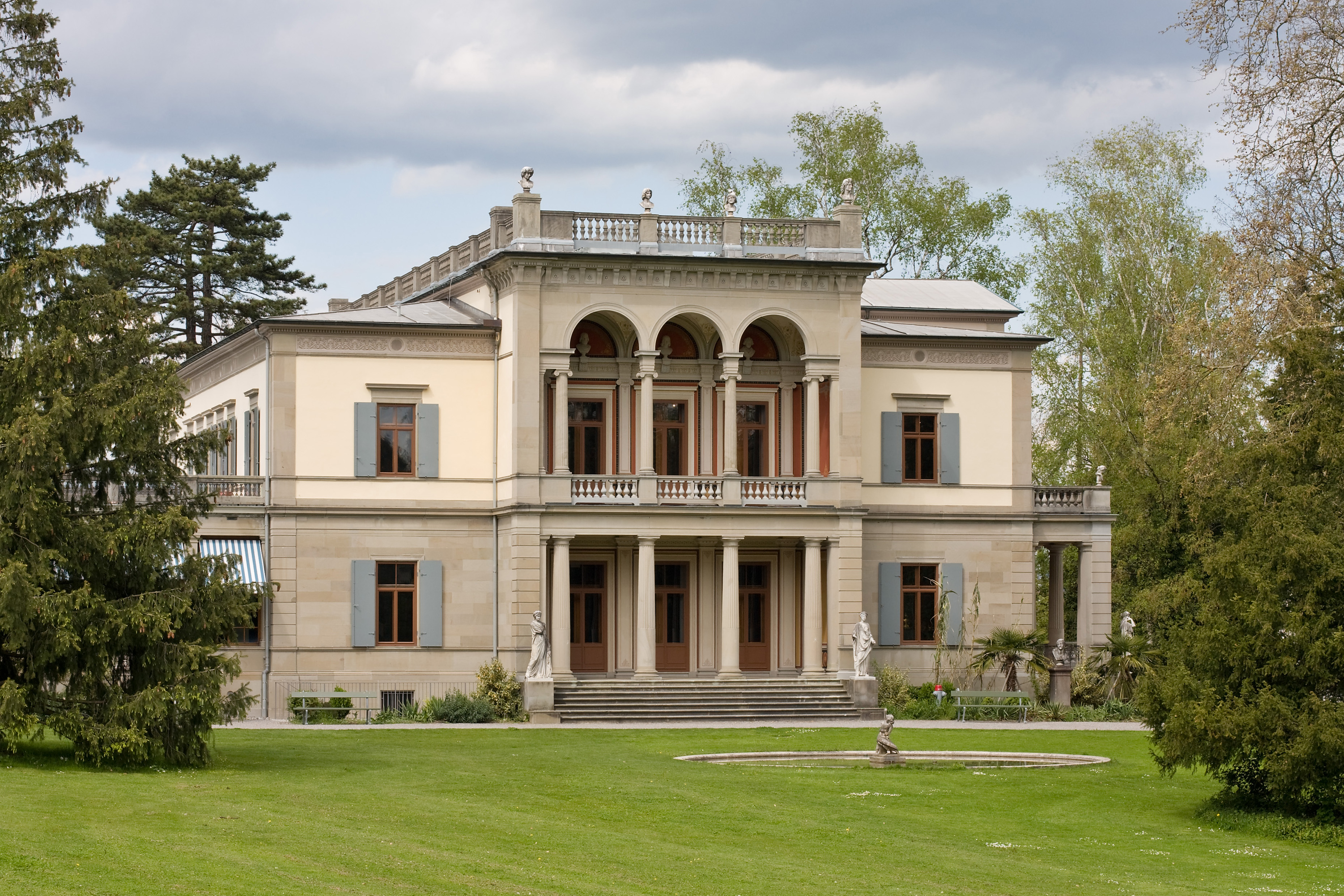
Villa Wesendonck (hoofdgebouw)

Museum Rietberg is een volkenkundig museum aan de Gablerstrasse 15 in de wijk Enge van de Zwitserse stad Zürich.

## Geschiedenis

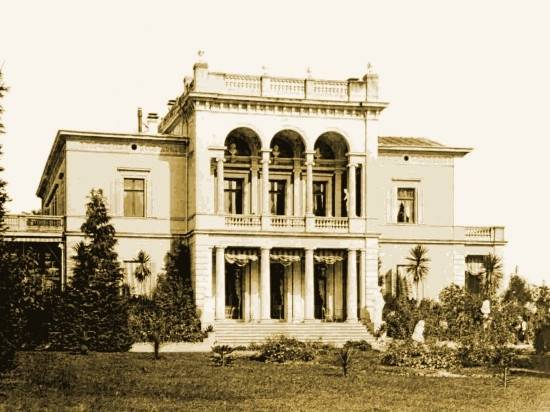
De tussen 1853 en 1857 door Leonhard Zeugheer gebouwde Villa Wesendonck

In 1945 kocht de stad Zürich het Rieterpark en de Villa Wesendonck. In 1949 werd besloten de villa om te bouwen tot een museum voor de verzameling Afrikaanse en Aziatische kunst van de Duits-Zwitserse bankier en mecenas Eduard Freiherr von der Heydt (1882-1964). De verbouwing, naar een ontwerp van de architect Alfred Gradmann, vond plaats tussen 1951 en 1952. Museum Rietberg voor kunst uit Azië, Afrika, Noord- en Zuid-Amerika en Oceanië werd op 24 mei 1952 officieel geopend.
In 1976 kocht de stad Zürich de met sloop bedreigde Villa Schönberg. Dit gebouw werd in 1978 als uitbreiding aan het museum toegevoegd en geeft onderdak aan de administratie en een omvangrijke naslagbibliotheek.
In 2007 werd gebouw Smaragd geopend, naar het ontwerp van Alfred Grazioli en Adolf Krischanitzd. Het tentoonstellingsoppervlak werd met dit gebouw, dat grotendeels ondergronds ligt, meer dan verdubbeld.

## Het museumcomplex

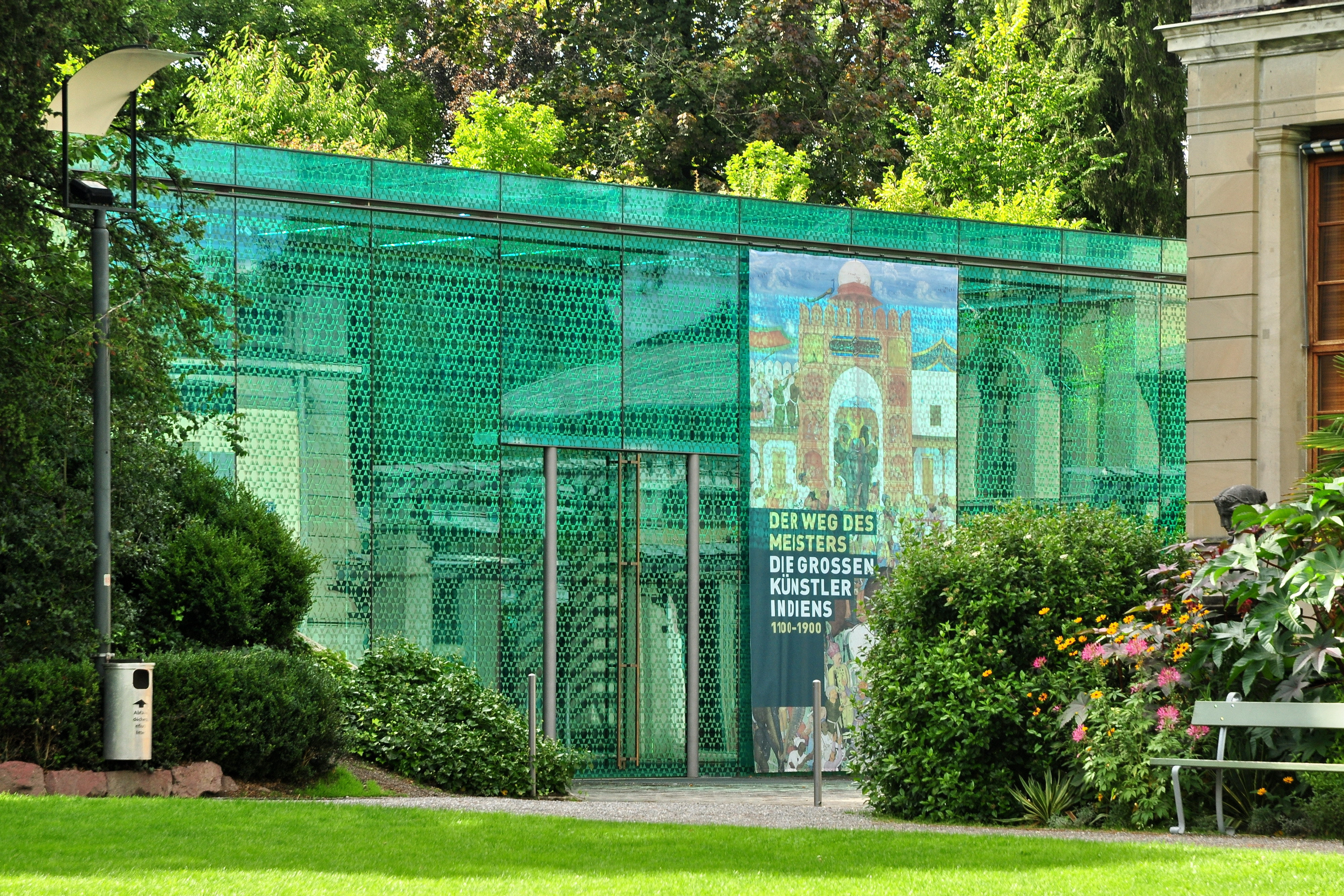
Smaragd

Museum Rietberg is gelegen in het 67.000 vierkante meter grote Rieterpark en bestaat uit meerdere, deels historische, gebouwen:
- Villa Wesendonck
- Remise
- Park-Villa Rieter
- Villa Schönberg
- Smaragd

## Fotogalerij

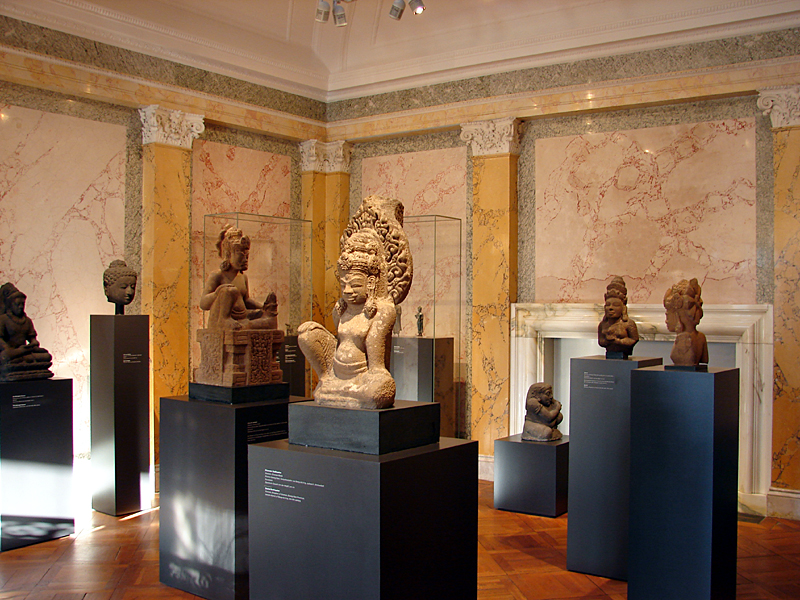
Expositiezaal
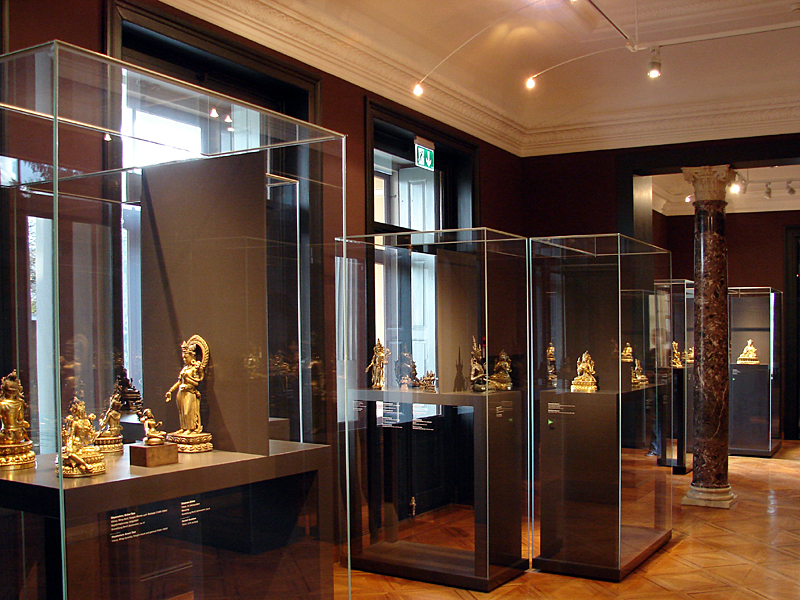
Expositiezaal
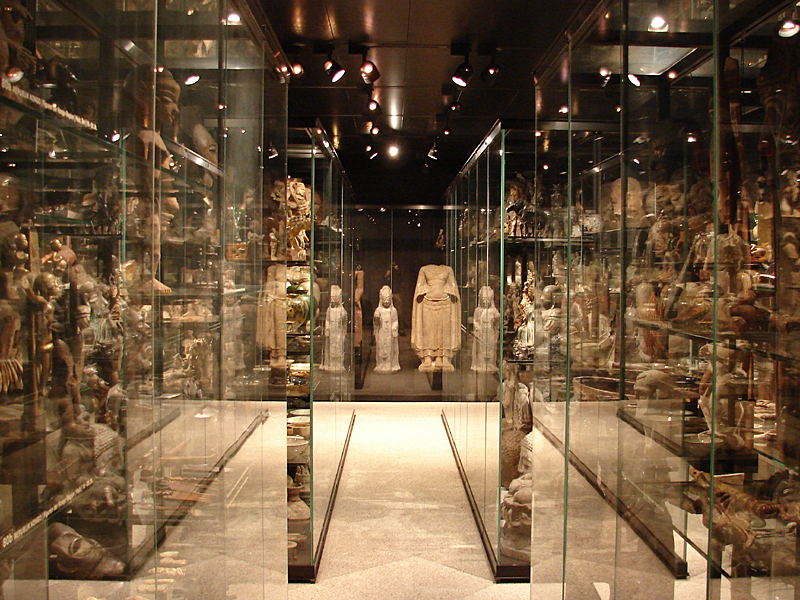
Het depot
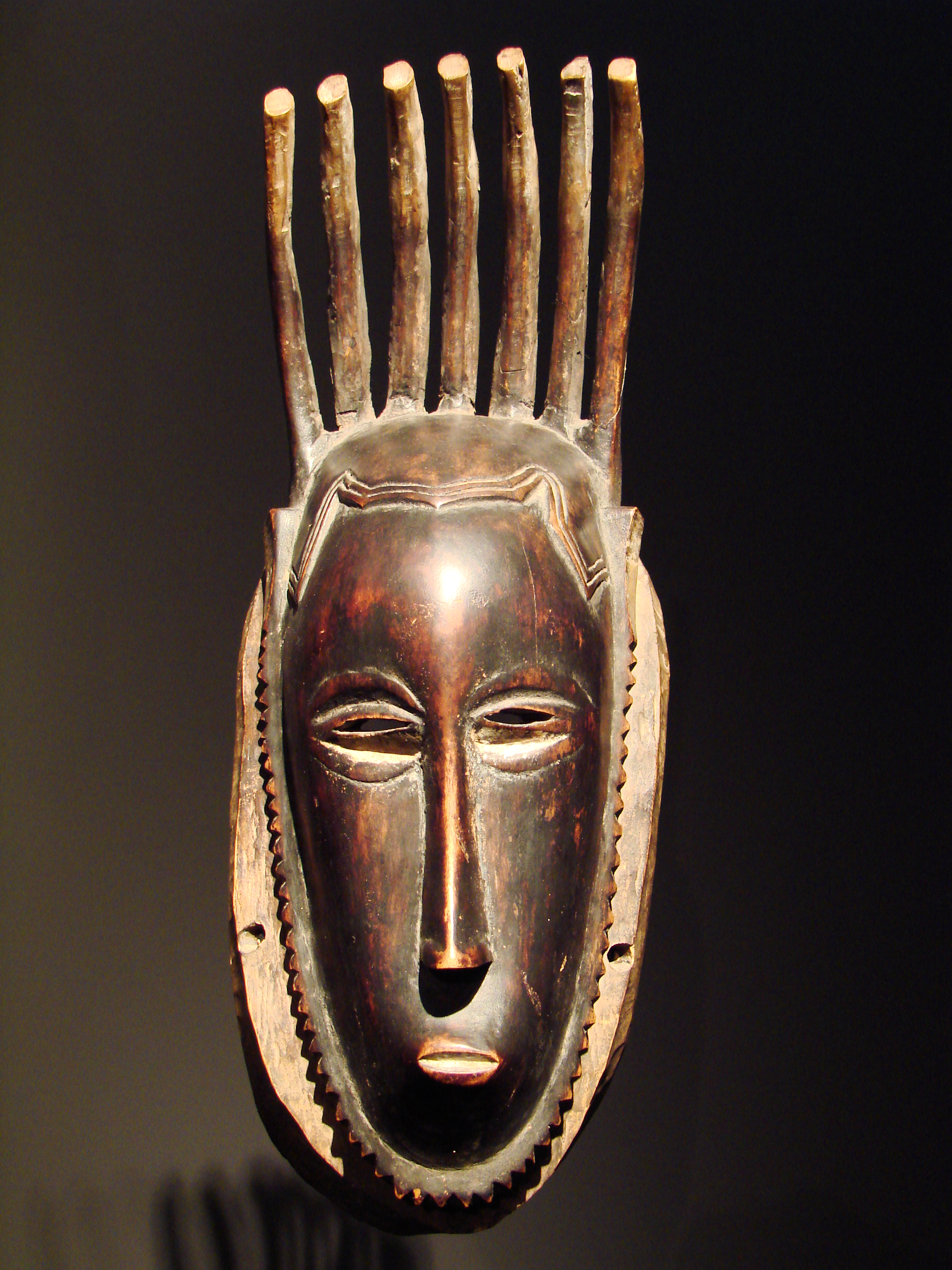
Guro masker Ivoorkust